# Carl Patsch
Carl Ludwig Patsch, även Karl Ludwig Patsch, född 1865, död 1945, var en österrikisk slavist, albanolog, arkeolog och historiker. Carl Patsch föddes i nordöstra Böhmen. Han var son till Ludwig Patsch som var hovmästare till en prins. Han växte upp i Maratschowka och i Slavuta i Volynien. Han talade tjeckiska, polska och ryska som modersmål. Universitetsstudier i klassisk filologi samt slavisk historia. Medlem i Österrikiska vetenskapsakademien. Ihågkommen för artiklar om illyrisk och trakisk antik. Han dog i Wien.